# Paolo Di Campello
Paolo Di Campello (Spoleto, 18 maggio 1829 – Spoleto, 21 marzo 1917) è stato un avvocato e politico italiano.

## Biografia
Figlio del senatore Pompeo di Campello, nasce nella Spoleto pontificia ma nel 1835, a causa della sua partecipazione ai moti del 1831, segue il padre a Firenze. Nel 1841 si stabilisce a Roma, dove attende gli studi e frequenta la facoltà di matematica.  Favorevole all’elezione di papa Pio IX al soglio pontificio, partecipa con entusiasmo ai primi atti del neo papa, ma questo non gli impedisce di guardare con favore alla Repubblica romana del 1849, della quale contesta solo il troppo acceso anticlericalismo.
Nel marzo del 1867 si candida al parlamento per il collegio di Spoleto tra le file dei moderati, vincendo su Luigi Pianciani. Nell’ottobre dello stesso anno è chiamato da Urbano Rattazzi a Roma allo scopo di persuadere il papa a impedire lo sbarco dei francesi a Civitavecchia e rassicurarlo sull’operato del governo per impedire l’avanzata di Garibaldi. La battaglia di Mentana porta all'annullamento della missione. 
Sostenitore di una soluzione concordataria alla questione romana, si avvicina al movimento dei cattolici liberali, e con l'emanazione del non expedit promuove la costituzione dell'Unione romana per le elezioni amministrative. I successi elettorali dell'unione portano alla decisione di costituire un partito conservatore; assieme a Cesare Valperga Cesare Cantù, Enrico Cenni, Carlo Conestabile della Staffa e Carlo Santucci formula lo statuto della nuova associazione, che non ottiene tuttavia l'approvazione della Santa sede. Deluso da tale rifiuto e dagli attacchi della stampa cattolica intransigente, torna alla vita amministrativa della capitale, dove viene eletto consigliere comunale.
Il suo impegno negli studi storici gli vale la presidenza della Deputazione di storia patria dell'Umbria.